# Hydrophyllum brownei
Espèce
Hydrophyllum brownei, est une espèce de plantes de la famille des Hydrophyllaceae.